# (30533) Saeidzoonemat
(30533) Saeidzoonemat est un astéroïde de la ceinture principale.

## Description
(30533) Saeidzoonemat est un astéroïde de la ceinture principale. Il fut découvert le 16 juillet 2001 à la station Anderson Mesa par le programme de relevé astronomique LONEOS. Il présente une orbite caractérisée par un demi-grand axe de 2,41 UA, une excentricité de 0,18 et une inclinaison de 2,5° par rapport à l'écliptique.